# Probainognathidae

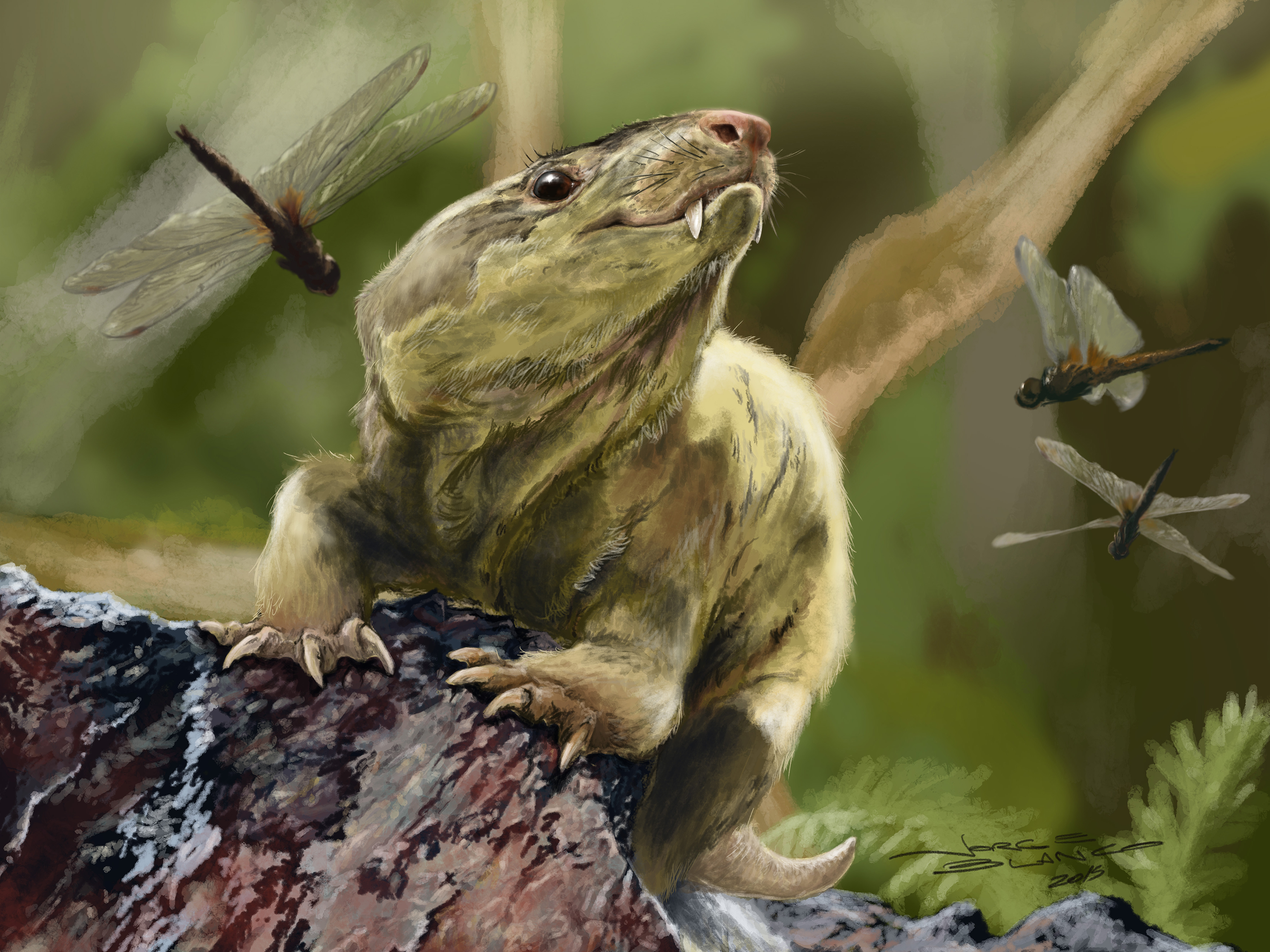
Реставрація Bonacynodon

Probainognathidae — вимерла родина хижих цинодонтів, яка жила у верхньому тріасі. Його члени включають Bonacynodon і Probainognathus з Південної Америки і, можливо, трохи пізніший Lepagia з Європи. Родина була створена Ромером у 1973 році. Її члени були тісно пов'язані з кладою Prozostrodontia, до якої входять ссавці.
Усі роди були дрібними тваринами. Probainognathus, відомий з ряду екземплярів, мав близько 10 см в довжину і дуже нагадував ссавців за своєю анатомією. Залишки Лепагії обмежені зубами. Вони найбільше нагадують зуби інших хижих цинодонтів верхнього тріасу.